# Idiochlora caudularia
Idiochlora caudularia là một loài bướm đêm trong họ Geometridae.